# Despotado Sérvio

O Despotado Sérvio em 1422

Despotado Sérvio (em sérvio: Српска деспотовина; romaniz.: Srpska Despotovina) foi um Estado sérvio medieval na primeira metade do século XV. Embora a Batalha de Kosovo em 1389 seja geralmente considerada o fim da Sérvia medieval, o Despotado, sucessor do Império Sérvio e da Sérvia Morávia, sobreviveu por mais 60 anos, experimentando um renascimento cultural e político antes de ser conquistado pelos otomanos em 1459. Antes de sua conquista, o Despotado tinha nominalmente um status de soberano no Império Otomano, no Império Bizantino e no Reino da Hungria. Depois de ter sido totalmente subjugado ao Império Otomano em 1459, continuou a existir no exílio no reino medieval da Hungria até meados do século XVI. Pavle Bakić foi o último déspota da Sérvia a ser reconhecido tanto pela monarquia otomana quanto pela habsburga.